# Cyrille Ier (métropolite de Kiev)
Pour les articles homonymes, voir Cyrille Ier.
Ne doit pas être confondu avec Cyrille Ier le Bienheureux.
Cyril Ier est métropolite de Kiev entre ses confrères Théopempte et Hilarion, probablement entre 1039 et 1051.

## Confusion et débats
Contrairement à Cyril Ier dit « le Bienheureux » et à Cyril II, son existence et son appellation sont controversées : son existence n'est pas connue grâce aux chroniques russes, c'est l’archimandrite des Grottes Zakharia Kopistenski (ru) qui en fait mention vers 1624-1626. Ainsi, selon l'Encyclopédie théologique orthodoxe ou Dictionnaire encyclopédique théologique, « les historiens n'en parlent pas et ne reconnaissent pas son existence » tandis que cet autre récit est rejeté : Cyrille Ier le Bienheureux serait historiquement le second Cyrille (Cyrille II) et Cyril II, le troisième (Cyrille III).